# 교황 클레멘스 11세
교황 클레멘스 11세(라틴어: Clemens PP. XI, 이탈리아어: Papa Clemente XI)는 제243대 교황(재위: 1700년 11월 23일 ~ 1721년 3월 19일)이다. 세속명은 조반니 프란체스코 알바니(이탈리아어: Giovanni Francesco Albani)이다. 신앙심은 깊었으나 정치적인 역량은 부족하였다. 동양의 조상 제사 문화를 금하는 조치를 내림으로 인해 중국 청나라는 강하게 반발하며 천주교인들을 박해하기 시작했고 선교지도 폐쇄당했다. 천주교의 조상제사 거부라는 항목은 조선말기 집권세력에 의한 천주교 박해의 주요 이유로 십분활용됨에 따라 병인박해를 비롯한 수차례의 박해사건에 의해 많은 선교사와 천주교도들이 순교의 피를 흘리게 되었다.

## 생애

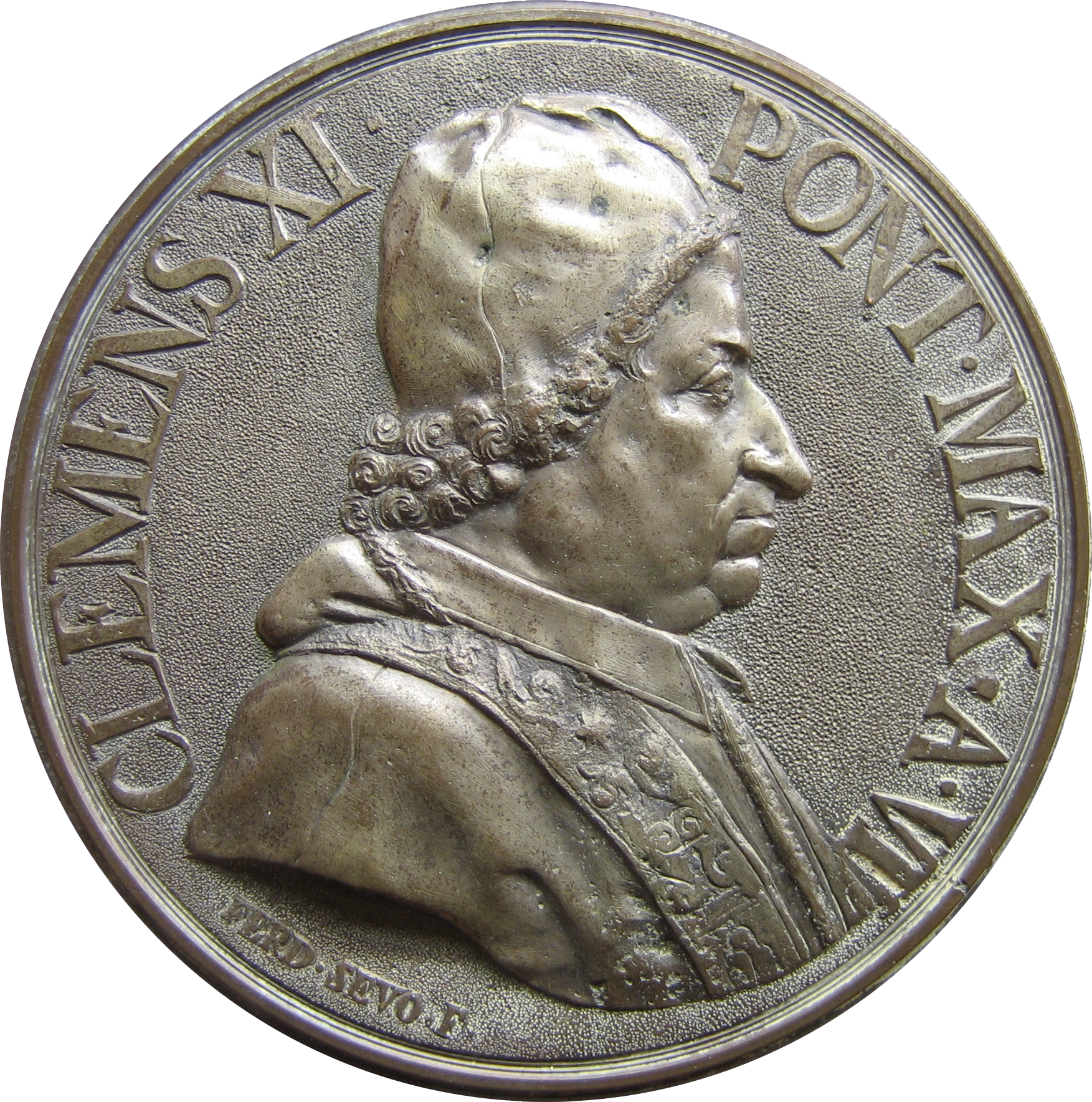
클레멘스 11세의 은화

### 어린 시절
1649년 7월 23일 이탈리아의 우르비노에서 태어나 콜레지오 로마노에서 교육을 받았으며 스웨덴의 여왕 크리스티나가 운영하는 학원에서 고전학을 공부하였다. 스물여덟 살에 교황청에 입문하여 리에티, 사비나, 오르비에토등 교황령의 총독을 지사를 지낸 후 1690년 부제급 추기경이 되었다. 교황 인노첸시오 12세가 선종한 후 46일간 지속된 콘클라베에서 덕성스럽고 행정 경험이 많은 알바니가 교황으로 선출되었다.

### 교황
당시는 유럽에서 교회의 특권이 무너지는 시기였다. 유럽의 열강들은 서로 전쟁을 일삼고 있었으므로 교황청이 홀로 중립을 지키리란 쉽지 않았다. 어느 한 쪽을 지지하면 다른 한 쪽이 반발하였다. 교황이 된 후 얼마 되지 않아 앙주 공작 필리프를 에스파냐의 왕으로 인정하자 1709년 오스트리아 제국이 교황령을 공격하여 에스파냐의 왕위에 대해 합스부르크 가문을 지지하지 않을 수 없었다. 1713년 위트레흐트 조약에서 교황의 지위는 완전히 무시되었고 교황청의 지배 아래 있던 시칠리아는 사보이아 공국에게 넘어가고 말았다. 클레멘스 11세는 프랑스의 얀센파와 갈리아주의에 대해서는 인내를 다해 투쟁하였다. 그는 1705년 칙서 Vineam Domini와 1713년 Unigenitus를 발표하여 얀센파를 단죄하였다.

### 제사 금지 조치
당시 청나라의 공자 제례와 조선의 제사문화등 동양의 전례 문제가 유럽 기독교 신학계의 관심사로 떠오르고 있었는데 1715년에 3월 19일 교황은 단호하게 청나라의 전례를 금하는 회칙을 내렸다. 1656년에 알렉산데르 7세 교황이 인가한적이 있던 사안이었기에 크게 반발이 일어났다. 청나라 황제인 강희제는 칙령을 내려 선교사들의 다른 활동은 모두 허가하는 대신, 포교는 불법화시켰다.
천주교의 조상제사 거부라는 항목은 조선말기 집권세력에 의한 천주교 박해의 주요 이유로 십분활용되었다. 1791년 신해박해, 1801년 신유박해, 1815년 을해박해, 1839년 기해박해, 1846년 병오박해, 1866년 병인박해 사건으로 선교사와 천주교도 수만명이 순교의 피를 흘리며 죽어갔다.

### 선교와 구제
클레멘스 11세는 선교에 지대한 관심을 가지고 독일 북부와 필리핀에 선교사들을 파견하였다. 또한 빈민 구제 사업에도 열성적이었다. 클레멘스 11세는 언제나 학자다운 태도를 지니고 있었다. 바티칸 도서관의 장서를 늘이고 로마의 문화재 보존에도 힘썼으며 성 요셉에 대한 신심이 돈독하여 성무일도를 만들었다.

## 같이 보기
- 교황 목록